# Mistrzostwa Rumunii w piłce nożnej (1922/1923)
Mistrzostwa Rumunii 1922/1923 – 11. sezon najwyższej klasy rozgrywkowej w Rumunii. Tytuł zdobyła drużyna Chinezul Timișoara, pokonując w finale zespół Victoria Kluż. Mistrzostwa były rozgrywane systemem pucharowym.

## Uczestniczące zespoły
| Region        | Klub                         |
| ------------- | ---------------------------- |
| Arad          | Gloria CFR Arad              |
| Bukareszt     | Venus Bukareszt              |
| Braszów-Sybin | Brașovia Braszów             |
| Czerniowce    | Polonia Czerniowce           |
| Kluż          | Victoria Kluż                |
| Oradea        | Înțelegerea Oradea           |
| Târgu Mureș   | Clubul Gimnastic Târgu Mureș |
| Timișoara     | Chinezul Timișoara           |

## Wyniki rundy finałowej

### Ćwierćfinały
| Gospodarz                    | – | Gość               | Wynik     |
| ---------------------------- | - | ------------------ | --------- |
| Victoria Kluż                | – | Înțelegerea Oradea | 1:0 (0:0) |
| Clubul Gimnastic Târgu Mureș | – | Polonia Czerniowce | 1:0 (0:0) |
| Gloria CFR Arad              | – | Chinezul Timișoara | 0:2 (0:1) |
| Brașovia Braszow             | – | Venus Bukareszt    | 1:1 (0:1) |

### Półfinały
| Gospodarz          | – | Gość                         | Wynik                |
| ------------------ | - | ---------------------------- | -------------------- |
| Venus Bukareszt    | – | Victoria Kluż                | 1:3 (1:2)            |
| Chinezul Timișoara | – | Clubul Gimnastic Târgu Mureș | 1:1 (0:0), 2:0 (1:0) |

### Finał
| Gospodarz     | – | Gość               | Wynik     |
| ------------- | - | ------------------ | --------- |
| Victoria Kluż | – | Chinezul Timișoara | 0:2 (0:1) |